# Дом Куручета
Дом Куручета (исп. Casa Curutchet) — частный жилой особняк в Ла-Плата (столице аргентинской провинции Буэнос-Айрес), который был построен для доктора Педро Доминго Куручета в 1948 году по проекту архитектора и дизайнера Ле Корбюзье. Включает в себя жилую зону и небольшой медицинский кабинет (хирургический) на первом этаже. Дом состоит из четырёх основных уровней во дворе, а также между домом и клиникой.
Строительство началось в 1949 году под руководством Амансио Вильямса и было завершено в 1953 году. Этот на первый взгляд незначительный коттедж представляет собой важную веху в творчестве Корбюзье. В 2006 году дом Куручета был предложен аргентинским правительством к включению в список Всемирного наследия ЮНЕСКО. В 2016 году Дом Куручета, вместе с ещё 16 объектами архитектора Ле Корбюзье в семи странах мира, решением ЮНЕСКО были объединены в международный объект наследия ЮНЕСКО — Архитектурное наследие Ле Корбюзье.